# Aini Teufel
Aini Teufel (geb. Schäfer; * 11. Juni 1933 in Berlin; † 13. Juli 2025 in Dresden) war eine deutsche Malerin, Grafikerin, Restauratorin und Schriftstellerin.

## Leben und Werk
Aini Teufel wurde 1933 in Berlin geboren, nachdem „ihre Mutter Elisabeth Schäfer“ als „Sozialdemokratin und Gegnerin des NS-Regimes … 1933 aus Schlesien kommend in Berlin“ untergetaucht war.
Ihre ersten drei Lebensjahre verbrachte sie in Dresden-Nickern.
In ihrem 1997 teilweise veröffentlichten Kindertagebuch berichtet sie über das Jahr 1944/45 und die Bombardierung Dresdens. Über die Jahre 1948 bis 1952 mit ihren Erlebnissen im Apollo-Theater in Dresden-Leuben hat sie Lesungen veranstaltet und einiges auf ihrer Internet-Seite präsentiert.
Von 1952 bis 1958 studierte sie an der Hochschule für Bildende Künste Dresden bei Erich Fraaß, Hans Theo Richter und Max Schwimmer.
Ab 1959 war Aini Teufel als freischaffende Künstlerin und Schriftstellerin in Dresden tätig.
Sie arbeitete mit Verlagen und Zeitungen in Dresden und Berlin zusammen und gestaltete Bilderbücher und Postkarten. Außerdem arbeitete Aini Teufel bei der Restaurierung der Dresdner Semperoper, der Sempergalerie und des Hotels „Bellevue“ in Dresden mit. Als Kursleiterin war sie u. a. im damals „Pionierpalast Walter Ulbricht“ genannten Schloss Albrechtsberg tätig.
In den 1980er Jahren malte sie zwei Silhouetten-Märchen-Trickfilme für das DEFA-Studio für Trickfilme, dessen Erbe das Deutsche Institut für Animationsfilm bewahrt.
Vom Juli 1993 bis September 1996 arbeitete sie als Transkribentin am Museum für Völkerkunde Dresden an Herrnhuter Niederschriften zur Historie der karibischen Inseln Sanct Thomas, Sanct Crux, Sanct Jan.
Daraus entwickelte sich ein besonderes Interesse an Erdmuthe Dorothea von Zinzendorf, deren Reisetagebücher Aini Teufel 2014 zur Grundlage einer Biografie machte.

## Werke

### Buchpublikationen (unvollständig)
- Tagebuch für eine Oper. Aufzeichnungen 1980 – 1985. Verlag Tribüne, Berlin, 1988
- Kindertagebuch für die Semperoper. Eigenverlag, 1997
- Ich und die Stadt, die sterben sollte. Kindertagebuch über das letzte Kriegsjahr 1944 - 1945 in Dresden. w.e.b. Universitätsverlag, Dresden.2007. ISBN 3-937672-86-9, ISBN 978-3-937672-86-1
- Eine Gräfin auf Pilgerschaft. Erdmuth Dorothea von Zinzendorf in ihren Reisetagebüchern. Kultur-Wissen-Bilder-Verlag, Dresden, 2014. ISBN 978-3-9814149-7-4

### Druckgrafik
- Bauplatz Dresden-Striesen (1959, Federlithografie)[10]
- Cunewalde, Oberlausitz (Radierung)[11]

### Buchillustrationen (unvollständig)
- Trolli. Der kleine Angsthase. Jugendland-Verlag, Dresden, vor 1968 (Papp-Bilderbuch)
- Schau mich an. Jugendland-Verlag, Dresden, 1971 (Papp-Bilderbuch)
- Trolli Frechdachs. Jugendland-Verlag, Dresden, 1976 (Papp-Bilderbuch)
- Trolli Tolpatsch. Jugendland-Verlag, Dresden, 1975 (Papp-Bilderbuch)
- Gottfried Herold: Der Marmeladenkater. Verlag Karl Nitzsche, Niederwiesa, 1977

## Ausstellungen

### Personalausstellungen
- 1979: Dresden, Galerie Kunst der Zeit (Malerei und Graphik)
- 1997: Dresden, Galerie Kulturetage Prohlis („Malerei, Graphik, Angewandtes“)

### Ausstellungsbeteiligungen
- 1959: Berlin („Junge Künstler der DDR“)
- 1961: Berlin, Akademie der Künste („Junge Künstler in der DAK“)
- 1965: Berlin („Junge Gebrauchsgrafiker“)
- 1967/1968 und 1972/1973: Dresden, VI. Deutsche Kunstausstellung und VII. Kunstausstellung der DDR
- 1970: Berlin, Altes Museum („Im Geiste Lenins“)
- 1971: Berlin, Altes Museum („Das Antlitz der Arbeiterklasse in der bildenden Kunst der DDR“)
- 1972 und 1974; Dresden, Bezirkskunstausstellungen
- 1977 und 1983: Leipzig („Kunst und Sport“)